# Buff Bay
Buff Bay – miasto na Jamajce, w regionie Portland.